# Campionati mondiali di ginnastica ritmica 2009 - Nastro individuale
La finale del nastro individuale si è svolta al Sun Arena il 10 settembre 2009.

## Finale
| Pos.    | Nome               | Diff. | Art.  | Esec. | Pen. | Totale |
| ------- | ------------------ | ----- | ----- | ----- | ---- | ------ |
| Oro     | Evgenija Kanaeva   | 9.000 | 9.600 | 9.400 |      | 28.000 |
| Argento | Anna Bessonova     | 9.000 | 9.500 | 9.400 |      | 27.900 |
| Bronzo  | Silviya Miteva     | 8.750 | 9.050 | 9.050 |      | 26.850 |
| 4       | Liubou Charkashyna | 8.550 | 9.150 | 9.050 |      | 26.750 |
| 5       | Irina Risenson     | 8.350 | 9.200 | 9.100 |      | 26.650 |
| 6       | Ol'ga Kapranova    | 8.250 | 9.350 | 8.900 | 0.10 | 26.400 |
| 7       | Anna Gurbanova     | 8.450 | 9.100 | 8.850 | 0.05 | 26.350 |
| 8       | Aliya Yussupova    | 8.300 | 9.100 | 8.850 | 0.05 | 26.200 |